# Polyocha
Polyocha är ett släkte av fjärilar. Polyocha ingår i familjen mott.

## Dottertaxa tillPolyocha, i alfabetisk ordning[1]
- Polyocha achromatella
- Polyocha anerastiodes
- Polyocha anomalella
- Polyocha bifidella
- Polyocha calamistis
- Polyocha carnatella
- Polyocha costella
- Polyocha cremoricosta
- Polyocha depressella
- Polyocha detritella
- Polyocha diversella
- Polyocha epischniella
- Polyocha ereboctena
- Polyocha erythrinella
- Polyocha exilicosta
- Polyocha flagrantella
- Polyocha foucarti
- Polyocha fuscicostella
- Polyocha largella
- Polyocha monochromella
- Polyocha neuropterella
- Polyocha nigribasalis
- Polyocha ornatella
- Polyocha plinthochroa
- Polyocha pulverealis
- Polyocha rhodesiae
- Polyocha saccharella
- Polyocha sanguifusalis
- Polyocha sanguinariella
- Polyocha stipella
- Polyocha strigivenella
- Polyocha subfasciatella
- Polyocha tricoloralis
- Polyocha venosa
- Polyocha vesculella